# Maximilian Aichern

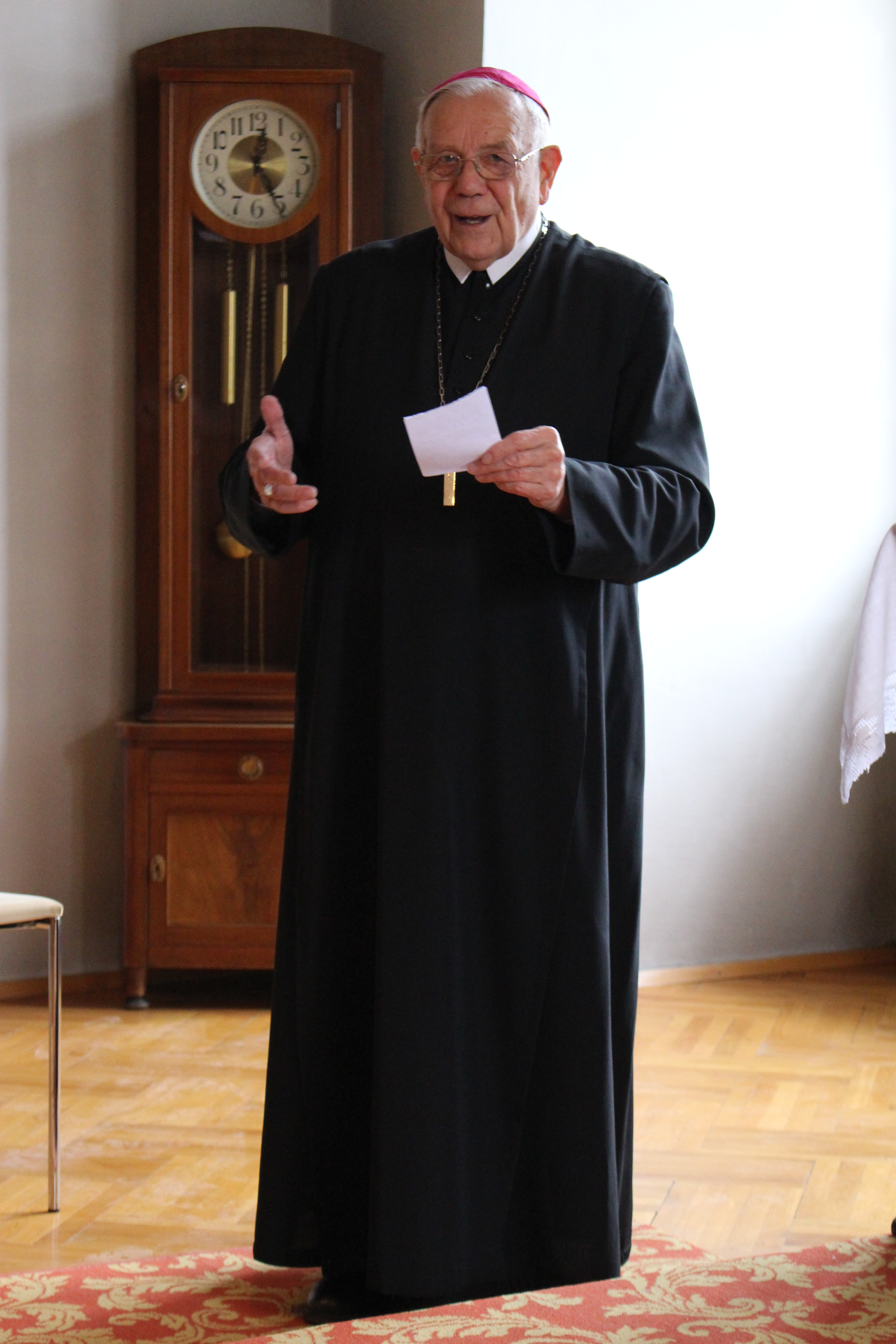
Bischof Maximilian Aichern OSB im Kapitelsaal des Stiftes St. Lambrecht (2020)

Wappen von Maximilian Aichern

Maximilian Aichern OSB (* 26. Dezember 1932 in Wien) ist ein römisch-katholischer Geistlicher und emeritierter Bischof von Linz.

## Leben
Maximilian Aichern wurde als Sohn von Max († 1980) und Franziska († 1998) Aichern in Wien geboren. Religiös wurde er von den Kalasantinern geprägt, die seine Heimatpfarre St. Josef (Wien XIV.) betreuten. Er besuchte das Gymnasium und schloss es 1951 mit der Matura ab. Ursprünglich sollte er den Fleischhauereibetrieb seiner Eltern übernehmen. Aichern besuchte die Berufsschule und legte die Gesellenprüfung für Fleischhauer ab. Als seine jüngere Schwester den elterlichen Betrieb übernehmen konnte, trat er 1954 in das Benediktinerstift St. Lambrecht in der Steiermark ein. Er studierte daraufhin in Salzburg und am Päpstlichen Athenaeum Sant’Anselmo in Rom.
Die Priesterweihe empfing Maximilian Aichern am 9. Juli 1959 in der Abtei Subiaco bei Rom. Er war zunächst Kaplan in St. Lambrecht und Religionslehrer in der Landesberufsschule in Murau. 1964 wurde er Abt-Koadjutor und von 24. Februar 1977 bis zum 16. Jänner 1982 war er Abt des Stiftes St. Lambrecht. Von 1978 bis 1981 war er auch Abtpräses der Österreichischen Benediktinerkongregation.

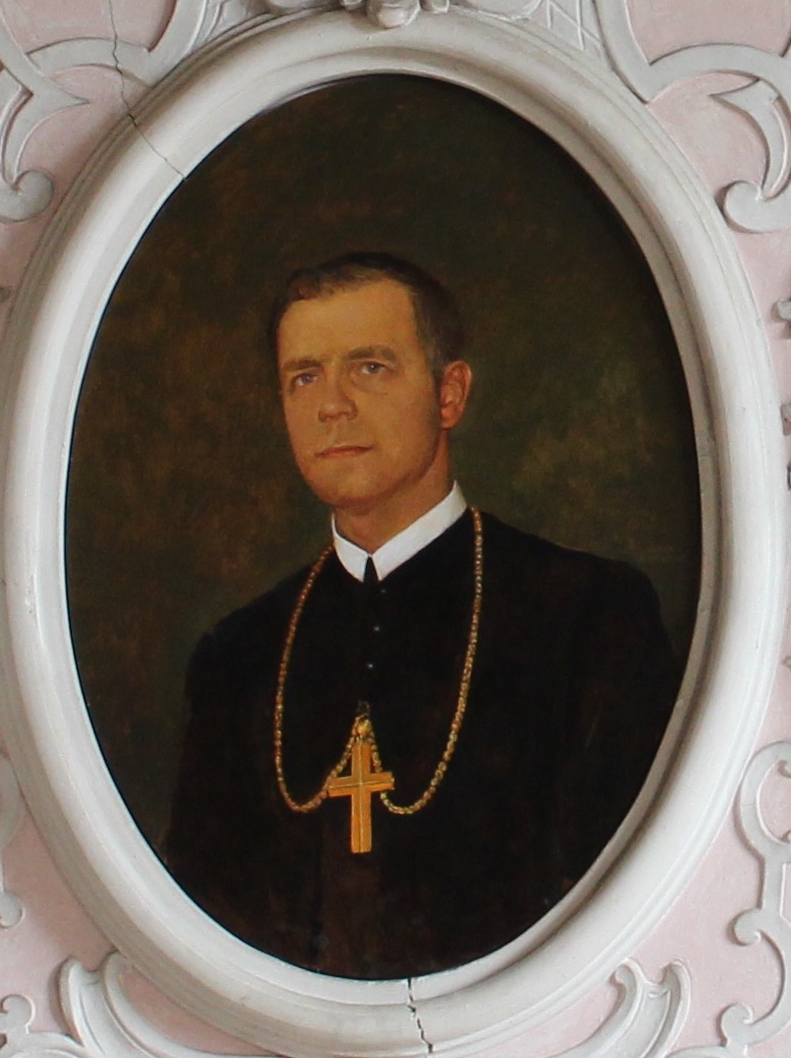
Maximilian Aichern als junger Abt; Porträt in der Äbtegalerie im Prälatensaal des Stiftes St. Lambrecht

Im Mai 1981 wurde ihm mitgeteilt, dass er als Bischof von Linz vorgesehen sei. Aichern lehnte dieses Amt mehrmals ab und gab erst im Dezember seine Zustimmung. Am 15. Dezember 1981 ernannte ihn Papst Johannes Paul II. zum Nachfolger von Franz Zauner. Franz Kardinal König spendete ihm die Bischofsweihe im Mariä-Empfängnis-Dom in Linz am 17. Jänner 1982.
Aicherns Wahlspruch lautete In caritate servire („In Liebe dienen“). Er galt als „Sozialbischof Österreichs“. Innerhalb der Österreichischen Bischofskonferenz war er für gesellschaftliche und politische Fragen zuständig. Die Arbeitswelt oder die Sonntagsruhe waren für ihn besondere Anliegen. Unter seiner Führung erarbeiteten die Bischöfe 1990 den Sozialhirtenbrief der katholischen Bischöfe Österreichs. Auch am Zustandekommen des Sozialworts des Ökumenischen Rates der Kirchen Österreichs, das 2003 veröffentlicht wurde, war er maßgeblich beteiligt. Außerdem gründete er die Bischöfliche Arbeitslosenstiftung und war Wegbereiter der „Allianz für den freien Sonntag“.
Aichern sprach sich gegen die Wiederaufarbeitungsanlage Wackersdorf (WAA) aus und bezeichnete in einem Hirtenwort 1986 den Bau und Betrieb von Kernkraftwerken „nach Tschernobyl“ als „ethisch nicht mehr vertretbar“.
In den ersten zehn Jahren nach seinem Amtsantritt besuchte er alle 485 Pfarren der Diözese offiziell als Bischof. Über mehrere Jahre beherbergte Aichern in seinem Bischofshaus zwei Flüchtlingsfamilien.
2005 gab er überraschend seinen Rücktritt aus Altersgründen bekannt, der am 18. Mai von Papst Benedikt XVI. angenommen wurde. Danach blieb er auf Wunsch des Papstes bis zur Amtseinführung seines Nachfolgers Ludwig Schwarz am 6. Juli 2005 Apostolischer Administrator des Bistums Linz.
2012 äußerte Maximilian Aichern in einem Interview Verständnis für die Anliegen der österreichischen Pfarrer-Initiative. Einer Weihe von verheirateten Männern und von Frauen zu Priestern steht Aichern positiv gegenüber. Ende 2022 sagte er, eine Priesterweihe für Frauen sei „nicht aufzuhalten“.
Aichern wurde aufgrund seiner in den Augen vieler Konservativer zu liberalen Amtsführung kritisiert, wobei man auch in Rom Beschwerde einlegte. Der private Verein kath.net prangerte auf seiner Internetseite insbesondere die von Aichern angeblich oder tatsächlich geduldete Übertretung liturgischer Normen bei der Messfeier und Sakramentenspendung an. Aichern betonte bei der Ankündigung seines Rücktritts, nicht aufgrund dieser Kritik zurückzutreten. Er selbst sagte dazu: „Da hätte ich schon viel früher zurücktreten müssen.“

## Publikationen
- Kirchen und Kapellen in den Pfarren der Diözese Linz. Eine kunstgeschichtlich-pastorale Dokumentation. Bischöfliches Ordinariat, Linz 2001, ISBN 3-902195-00-2.

## Ehrungen (Auszug)
- 1992: Großes Goldenes Ehrenzeichen mit dem Stern für Verdienste um die Republik Österreich[11]
- 2005: Großes Goldenes Ehrenzeichen des Landes Oberösterreich[12]
- 2008: Erwin-Wenzl-Preis: Ehrenpreis für sein Lebenswerk[13]
- 2014: Aufnahme in die Bruderschaft von Santa Maria dell’Anima („Animabruderschaft“)
- Großes Goldenes Ehrenzeichen des Landes Steiermark
- Ehrenring des Landes Steiermark